# Clonee
Clonee (irisch Cluain Aodha, deutsch: „Weide des Aodh“) ist ein Dorf im County Meath in der Republik Irland. Die Einwohnerzahl beträgt 1205 Personen. 2002 waren es noch 173 Einwohner.

## Lage
Clonee liegt etwa 15 Kilometer nordöstlich des Stadtzentrums von Dublin am Fluss Tolka. Nördlich der Siedlung führt die M3 nach Navan und Kells. Die beiden Regionalstraßen R147 und R149 verbinden die Ortschaft mit Dunboyne und Leixlip. Im Osten liegt die Dubliner Vorstadt Ongar.

## Wirtschaft
Die Siedlung Clonee hat ihre Expansion vor allem der günstigen Lage für Pendler nach Dublin zu verdanken. Seit 1981 befindet sich hier der Sitz der Kepak Group. Nördlich der Autobahn hat Facebook bzw. Meta Platforms ihren Datenhub errichtet.

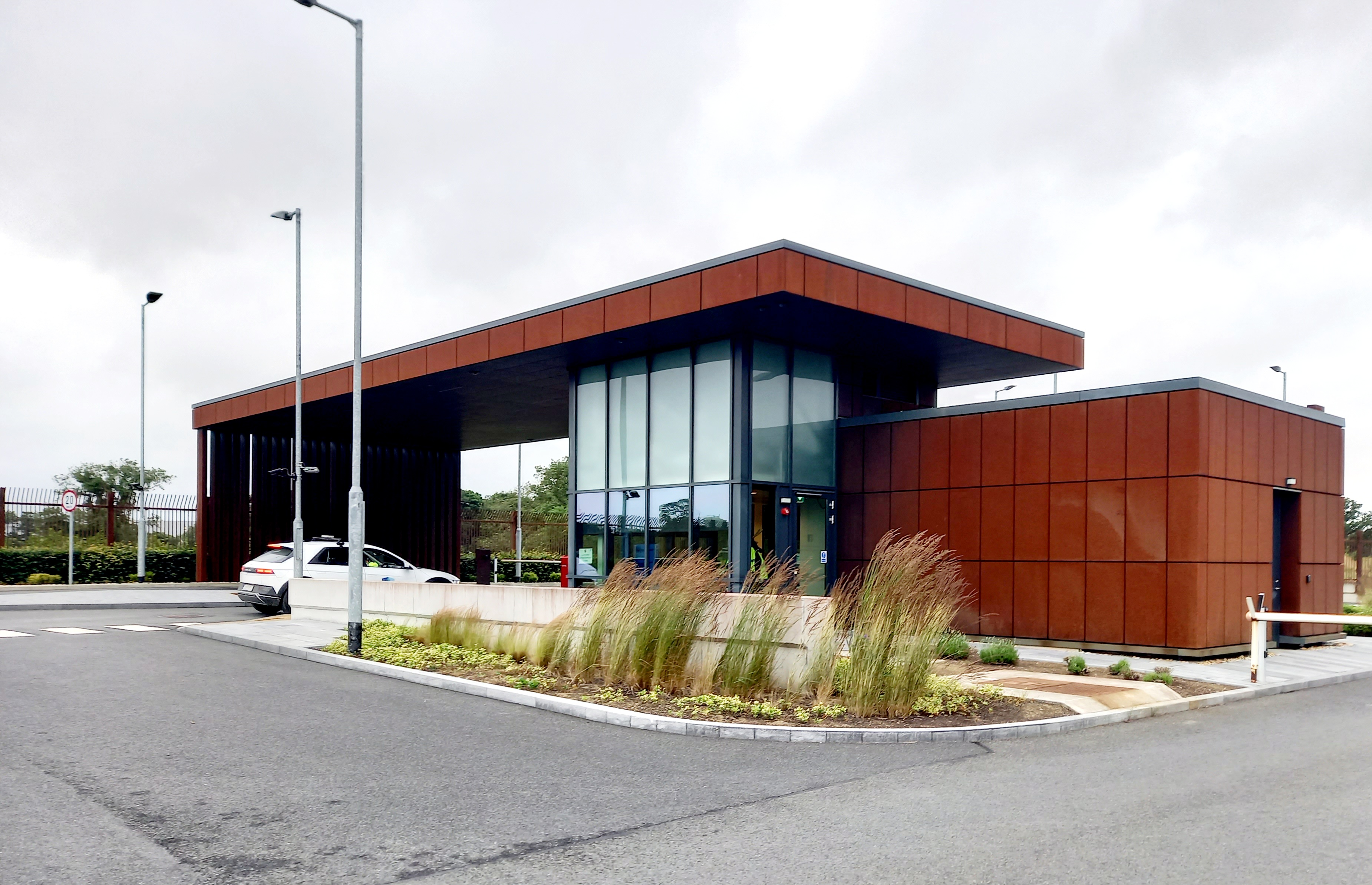
Einfahrt zum Meta-Komplex in Clonee

## Persönlichkeiten
- Thomas Bracken (1841–1898), irisch-neuseeländischer Dichter und Politiker, hier geboren